# San Bernardo (Nariño)
San Bernardo ist eine Gemeinde (municipio) im Departamento Nariño in Kolumbien.

## Geographie
San Bernardo liegt in der Provinz Juanambú in Nariño auf einer Höhe von 2100 Metern 75 km von Pasto entfernt und hat eine Jahresdurchschnittstemperatur von 18 °C. An die Gemeinde grenzen im Norden Belén und La Cruz, im Osten El Tablón de Gómez, im Süden Albán und im Westen San Pedro de Cartago.

## Bevölkerung
Die Gemeinde San Bernardo hat 21.492 Einwohner, von denen 4668 im städtischen Teil (cabecera municipal) der Gemeinde leben (Stand: 2019).

## Geschichte
Ab Ende des 19. Jahrhunderts ließen sich Siedler auf dem Gebiet der heutigen Gemeinde nieder, die sich mit der Zeit zu einem Ort zusammenschlossen. Seit 1992 hat San Bernardo den Status einer Gemeinde.

## Wirtschaft
Die wichtigsten Wirtschaftszweige von San Bernardo sind Landwirtschaft (insbesondere werden Erbsen, Bohnen, Mais, Kaffee und Bananen angebaut), Tierhaltung und Teichwirtschaft.